# Hope-Full
| Recensione | Giudizio |
| ---------- | -------- |
| AllMusic   |          |

Hope-Full è un album a nome Elmo Hope Solo Piano and Duo Piano with Bertha Hope, pubblicato dalla casa discografica Riverside Records nel maggio del 1962.

## Tracce

### LP
Lato A (RLP 12-408 A)
Musiche di Elmo Hope, eccetto dove indicato.
1. Underneath – 4:31
2. Yesterdays – 5:12 (musica: Jerome Kern)
3. When Johnny Comes Marching Home – 4:58 (musica: Tradizionale; arrangiamento di Elmo Hope)
4. Most Beautiful – 5:03

Lato B (RLP 12-408 B)
Musiche di Elmo Hope, eccetto dove indicato.
1. Blues Left and Right – 6:05
2. Liza – 3:32 (musica: George Gershwin)
3. My Heart Stood Still – 5:23 (testo: Lorenz Hart – musica: Richard Rodgers)
4. Moonbeams – 4:47

## Musicisti
Underneath / When Johnny Comes Marching Home / Most Beautiful / Liza / Moonbeams
- Elmo Hope – piano (solo)

Yesterdays / Blues Left and Right / My Heart Stood Still
- Elmo Hope – piano
- Bertha Hope – piano

Note aggiuntive
- Orrin Keepnews – produttore
- Registrazioni effettuate il 9 e 14 novembre 1961 al Bell Sound Studios di New York City, New York
- Bill Stoddard – ingegnere delle registrazioni
- Mastering effettuato al Plaza Sound Studios
- Ken Deardoff – design copertina album originale
- Steve Schapiro – foto copertina frontale e retrocopertina album originale
- Ira Gitler – note retrocopertina album originale[3]